# Arrondissement Lorient
Lorient (Bretons: An Oriant) is een arrondissement van het Franse departement Morbihan in de regio Bretagne. De onderprefectuur is Lorient.

## Kantons
Het arrondissement was tot 2014 samengesteld uit de volgende kantons:
- Kanton Auray
- Kanton Belle-Île
- Kanton Belz
- Kanton Groix
- Kanton Hennebont
- Kanton Lanester
- Kanton Lorient-Centre
- Kanton Lorient-Nord
- Kanton Lorient-Sud
- Kanton Ploemeur
- Kanton Plouay
- Kanton Pluvigner
- Kanton Pont-Scorff
- Kanton Port-Louis
- Kanton Quiberon

Na de herindeling van de kantons bij decreet van 21 februari 2014, met uitwerking op 22 maart 2015, en de wijzigingen aan de arrondissementsgrenzen per 1 januari 2017, zijn dat : 
- Kanton Auray
- Kanton Hennebont
- Kanton Lanester
- Kanton Lorient-1
- Kanton Lorient-2
- Kanton Ploemeur
- Kanton Pluvigner
- Kanton Pont-Scorff
- Kanton Quiberon